# Parupeneus forsskali
 Parupeneus forsskali és una espècie de peix de la família dels múl·lids i de l'ordre dels perciformes.

## Morfologia
Els mascles poden assolir els 28 cm de longitud total.

## Distribució geogràfica
Es troba al Mar Roig, el Golf d'Aden i Socotra. A través del Canal de Suez ha aconseguit establir-se a la Mediterrània occidental.